# Stari grad Donja Stubica
Stari grad Donja Stubica je arheološko nalazište u Donjoj Stubici.

## Opis
Arheološki lokalitet Stari grad nalazi se u Donjoj Stubici, na brežuljku od 209 m /nv, oko 300 m iznad glavnog gradskog trga. Položaj mještani i danas nazivaju „Tahijevim brijegom“, budući da je na lokaciji u srednjem vijeku stajao kaštel u sklopu susedgradsko-stubičkog vlastelinstva, a koji je među inima posjedovao i Franjo Tahy. Kaštel je stoljećima razgrađivan pa danas na površini nema vidljivih ostataka. Arheološkim istraživanjima utvrđeno je da se radi o polikulturnom lokalitetu s prvim tragovima naseljavanja u brončanom dobu. Otkriveni ostaci srednjovjekovne arhitekture in situ potvrdili su da je utvrda sagrađena najkasnije u prvoj pol. 15. st.

## Zaštita
Pod oznakom Z-6615 zavedena je kao zaštićeno kulturno dobro - pojedinačno, pravna statusa zaštićena kulturnog dobra, klasificirano kao "arheološka kulturna baština".